# BK Slavia Sofia
Basketbolen Klub Slavia Sofia (Bulgaars: Баскетболен клуб Славия София) is het toonaangevende team van het vrouwenbasketbal in Sofia. Het is tevens de oudste basketbalclub van Bulgarije. Het is een onderdeel van de sportclub met dezelfde naam, die ook het voetbalteam Slavia Sofia heeft.
Slavia Sofia werd opgericht op 10 oktober 1921. Het vrouwen basketbalteam is beroemd, want in 1959 wonnen zij de eerste Europa Cup van Dinamo Moskou. Slavia was het enige team in tientallen jaren dat samen met het gouden TTT Riga de Europa Cup had gewonnen.
In 1960 versloeg het Letse team van TTT Riga de Bulgaarse in de finale, zowel de heen-en terugreis werd verloren. Dat was het begin van een cyclus van grote overwinningen voor de ploeg uit Riga. In 1963 won Slavia de Cup voor de tweede keer. Ze versloegen Slovan Orbis Praag uit Tsjecho-Slowakije. Twee jaar later verlies Slavia van TTT Riga in de Finale.

## Verschillende namen
- 1921-1945: Slavia Sofia
- 1945-1949: Slavia-45 Sofia
- 1949-1950: Stroitel Sofia
- 1950-1957: Udarnik Sofia
- 1957-1969: Slavia Sofia
- 1969-1971: JAC-Slavia
- 1971-heden Slavia Sofia

## Erelijst
- Landskampioen Bulgarije: 15
  - Winnaar: 1953, 1954, 1955, 1956, 1957, 1958, 1959, 1961, 1962, 1963, 1964, 1965, 2002, 2003, 2004
  - Tweede: 1945, 1952, 1960, 1966, 1967, 1968, 1971, 1992, 2000, 2001
  - Derde: 1946, 1947, 1969, 1970, 1981 en 1991

- Bekerwinnaar Bulgarije: 10
  - Winnaar: 1952, 1953, 1955, 1956, 1966, 1970, 1971, 1984, 2001, 2003
  - Tweede: 1954, 1975, 1992, 2000, 2002
  - Derde: 1965, 1968, 1973, 1985, 1993, 1997, 2004

- EuroLeague Women: 2
  - Winnaar: 1959, 1963
  - Runner-up: 1960, 1965

## Bekende (oud)-spelers
- Vanya Voynova